# Kau Pei Chau
Kau Pei Chau (kinesiska: 狗髀洲) är en ö i Hongkong (Kina). Den ligger i den centrala delen av Hongkong.